# Ciabatta
Ciabatta (italsky doslovně bačkora či pantofel) je italský bílý chléb, který se připravuje z hladké pšeničné či chlebové mouky, droždí a olivového oleje. Existuje však celá řada obměn a variací, jež vznikají přidáním nejrůznějších dalších surovin, například oliv nebo rajčat. Je to jedna ze základních příloh, která se v italské kuchyni používá k mnoha pokrmům.
Jako první upekl ciabattu v roce 1982 mlynář a pekař Arnaldo Cavallari z městečka Adria v Benátsku jako odpověď na rostoucí popularitu francouzských baget. Název dostala díky svému typickému vzhledu, je totiž podlouhlá, poměrně plochá a široká.
Ciabatta chutná nejlépe ještě teplá, namočená v olivovém oleji a balsamiku nebo jen tak potřená máslem. Drobné rozpečené krajíčky ciabatty jsou známé jako panini (jednotné číslo je panino).